# Македония на летних Олимпийских играх 1996
Македония принимала участие в Летних Олимпийских играх 1996 года в Атланте (США) в первый раз за свою историю, но не завоевала ни одной медали. Сборную страны представляли одиннадцать спортсменов: 8 мужчин и 3 женщины, которые состязались в 4 видах спорта:
- гребля (гребной слалом): 
  - Ненад Трповски занял 30 место среди мужчин в классе C-1,
  - Лазарь Поповски занял 29 место среди мужчин в классе K-1,
  - Ана Угриновска заняла 29 место среди женщин в классе K-1;
- стрельбе: Дарко Насески (пневматическая винтовка, 10 м);
- плавании (мужчины, женщины);
- вольной борьбе: 
  - лучший результат в команде показал Шабан Трстена, занявший 5 место в категории до 53 килограммов[1],
  - Влатко Соколов показал 11 результат в своей весовой категории до 48 кг[2],
  - выступавший за Македонию Валерий Верхушин проиграл японцу Такуе Ота и в итоге стал 10-м в весовой категории до 73 кг.

Флаг Македонии на открытии Олимпиады нёс волейболист-тренер Владимир Богоевски.